# Lübbenau/Spreewald
Lübbenau/Spreewald (wym. [lʏbəˈnaʊ ˈʃpʁeːvalt]ⓘ; dolnołuż. Lubnjow/Błota, wym. [ˈlubnʲɔw ˈbwɔta]) – miasto w Niemczech w kraju związkowym Brandenburgia, w powiecie Oberspreewald-Lausitz, nad Sprewą, w Zagłębiu Łużyckim. W 2013 roku liczyło ok. 16 tys. mieszkańców.
Częściami miasta są dawne wsie dolnołużyckie: Lehde i Leipe.

## Nazwa

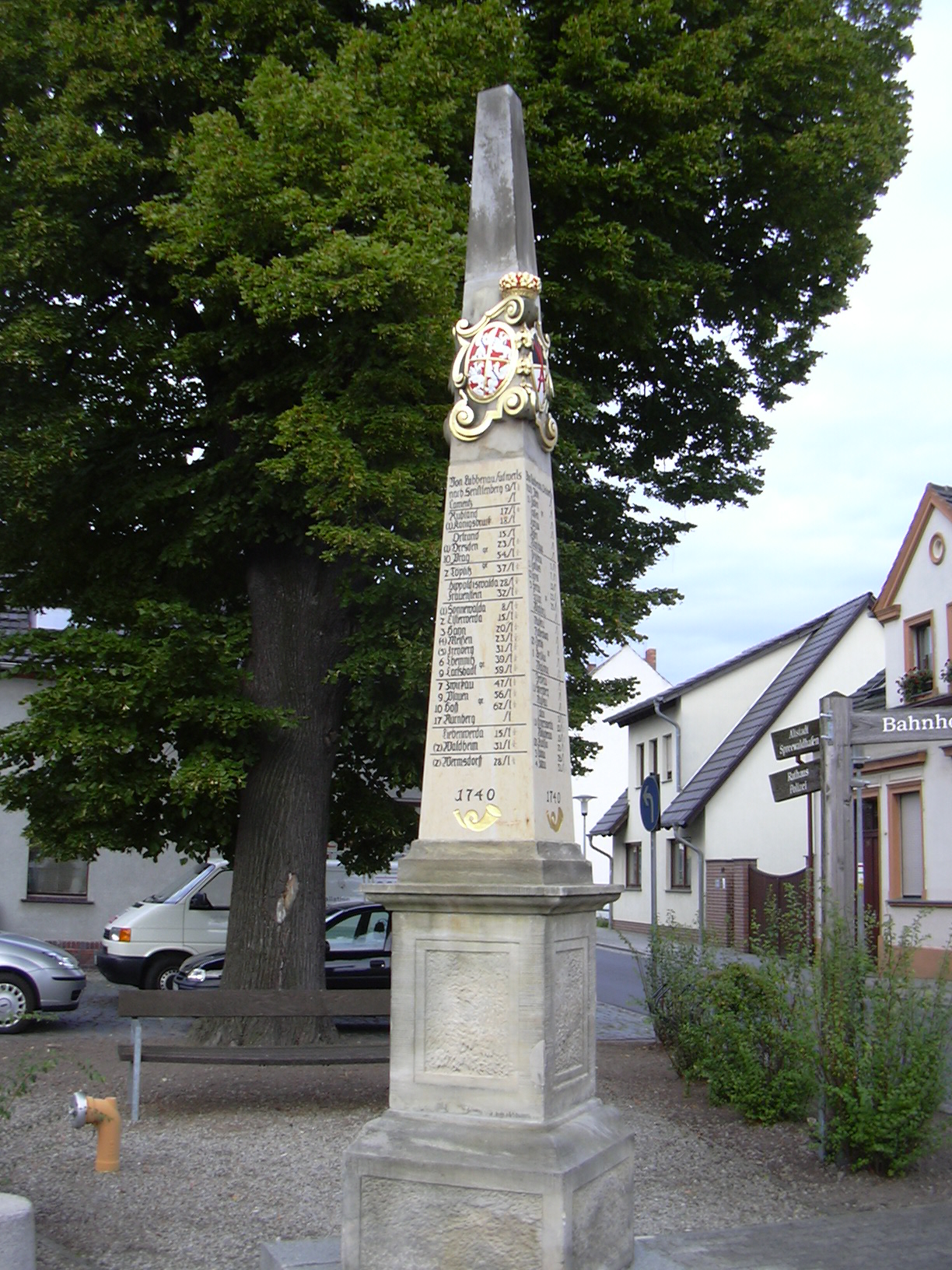
Dystansowy słup poczty polsko-saskiej z 1740 roku

Z 1301 roku pochodzi wzmianka o zamku Lubenowe. Miejscowość w formie Lubenaw pojawia się w dokumencie z 1315 roku.
Na mapie topograficznej wydanej w 1947 roku przez Wojskowy Instytut Geograficzny Sztabu Generalnego Wojska Polskiego odnotowano wariantową nazwę w języku polskim w brzmieniu Lubniów.

## Historia
W latach 1364–1635 Lübbenau znajdowało się w granicach Królestwa Czech, po czym przeszło pod panowanie Elektoratu Saksonii. Na skutek kongresu wiedeńskiego większa część Łużyc, wraz z Lübbenau, została przyznana Królestwu Prus, które w 1871 stało się częścią Cesarstwa Niemieckiego.

## Zabytki
- kościół św. Mikołaja w Lübbenau/Spreewald
- zamek w Lübbenau
- domek myśliwski Gross Beuchow z 1746, w stylu barokowym[3]

## Współpraca zagraniczna[4]
- Halluin, Francja
- Nowogród Bobrzański, Polska
- Oer-Erkenschwick, Niemcy
- Pniewy, Polska
- Świdnica, Polska
- Kočevje, Słowenia

## Komunikacja
W mieście znajduje się stacja kolejowa Lübbenau/Spreewald.